# Pseudacanthoneura aberrans
Pseudacanthoneura aberrans är en tvåvingeart som beskrevs av Hardy 1986. Pseudacanthoneura aberrans ingår i släktet Pseudacanthoneura och familjen borrflugor. Inga underarter finns listade i Catalogue of Life.